# Chillur Badni, Savanur
Chillur Badni là một làng thuộc tehsil Savanur, huyện Haveri, bang Karnataka, Ấn Độ.